# Hubert Distexhe
Hubert Distexhe, né à Liège le 18 novembre 1795 et mort dans sa ville natale le 16 octobre 1878 est un graveur, médailleur et ciseleur belge. Il est aussi professeur de gravure à l'Académie royale des beaux-arts de Liège de 1843 à 1868.

## Biographie
Hubert Distexhe, qui naît à Liège le 18 novembre 1795, est le fils de Jean Guillaume Distexhe et Marie Radoux. Il se forme comme graveur, ciseleur et médailleur, et il est aussi le premier professeur de gravure à l'Académie royale des beaux-arts de Liège de 1843 à 1868,,,. Comme le détaille le journal La Meuse, il y enseigne « la gravure en taille-douce, ayant pour but la production des estampes, et la gravure en relief, qui conduit à la gravure en médailles » et contribue « pour une bonne part au développement des applications de l'art à l'industrie ». 
Et pourtant, comme de nombreux élèves s'orientant vers la gravure ont du mal à gagner correctement leur vie après leurs études à l'Académie, le cours de gravure est supprimé en juin 1868 peu de temps après la mise à la pension de l'artiste. La suppression est également provoquée par le nombre insuffisant d'élèves et le double emploi avec les cours de l'École industrielle. 
Marie Louise Goffin, compagne de l'artiste qui est alors âgée de 34 ans, décède fin 1841. Hubert Distexhe, quant à lui, décède le 16 octobre 1878 à Liège.

## Œuvre

### Catalogue
La Revue de la numismatique belge cite en 1853 une sélection de médailles réalisées par Hubert Distexhe : 
- 1844 : Bureau de bienfaisance de la ville de Liège ; Société royale d'horticulture et d'agriculture de Liège, à l'effigie du naturaliste suédois Charles Linné[11].
- 1846 : Vision de St Julienne[12].
- 1847 : Léopold Ier roi des Belges ; Étude (figure assise dans un fauteuil, tenant un livre ouvert, personnifiant l'étude) ; Dispensaire ophtalmique de Liège - Témoignage de reconnaissance au docteur Antonio Damaso Guerreiro 1847[13].
- 1850 : L. J. Louis Jamme, bourgmestre 1850[14].
- 1852 : Au progrès - Conférence horticole liégeoise[14].

### Musées
Des médailles de l'artiste sont conservées au musée de la Vie wallonne.

### Galerie

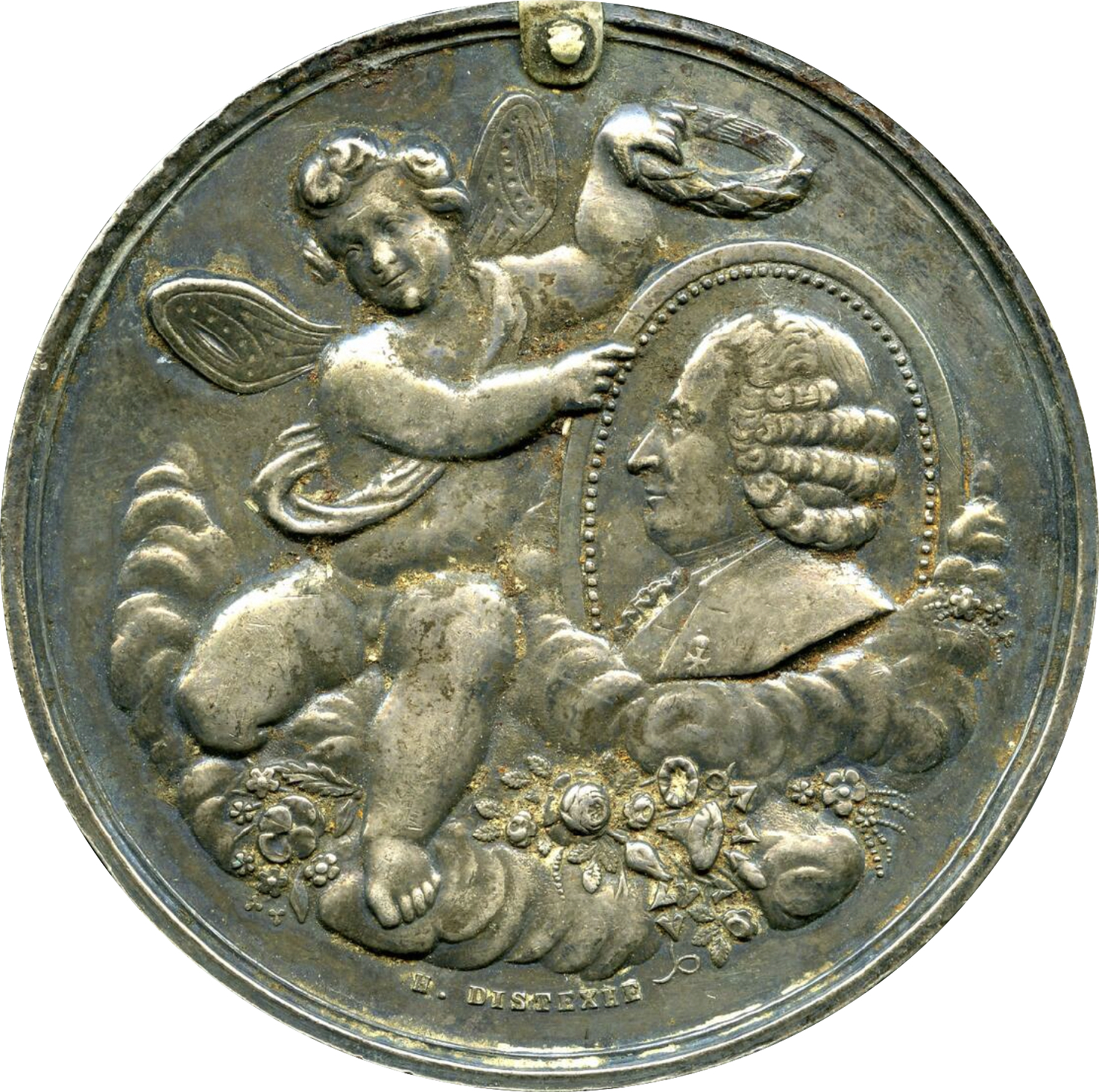
Avers de la médaille de la Société des Conférences horticoles de Liège, à l'effigie du naturaliste suédois Charles Linné, 1844 (diamètre 4,4 cm), Liège, musée de la Vie wallonne.
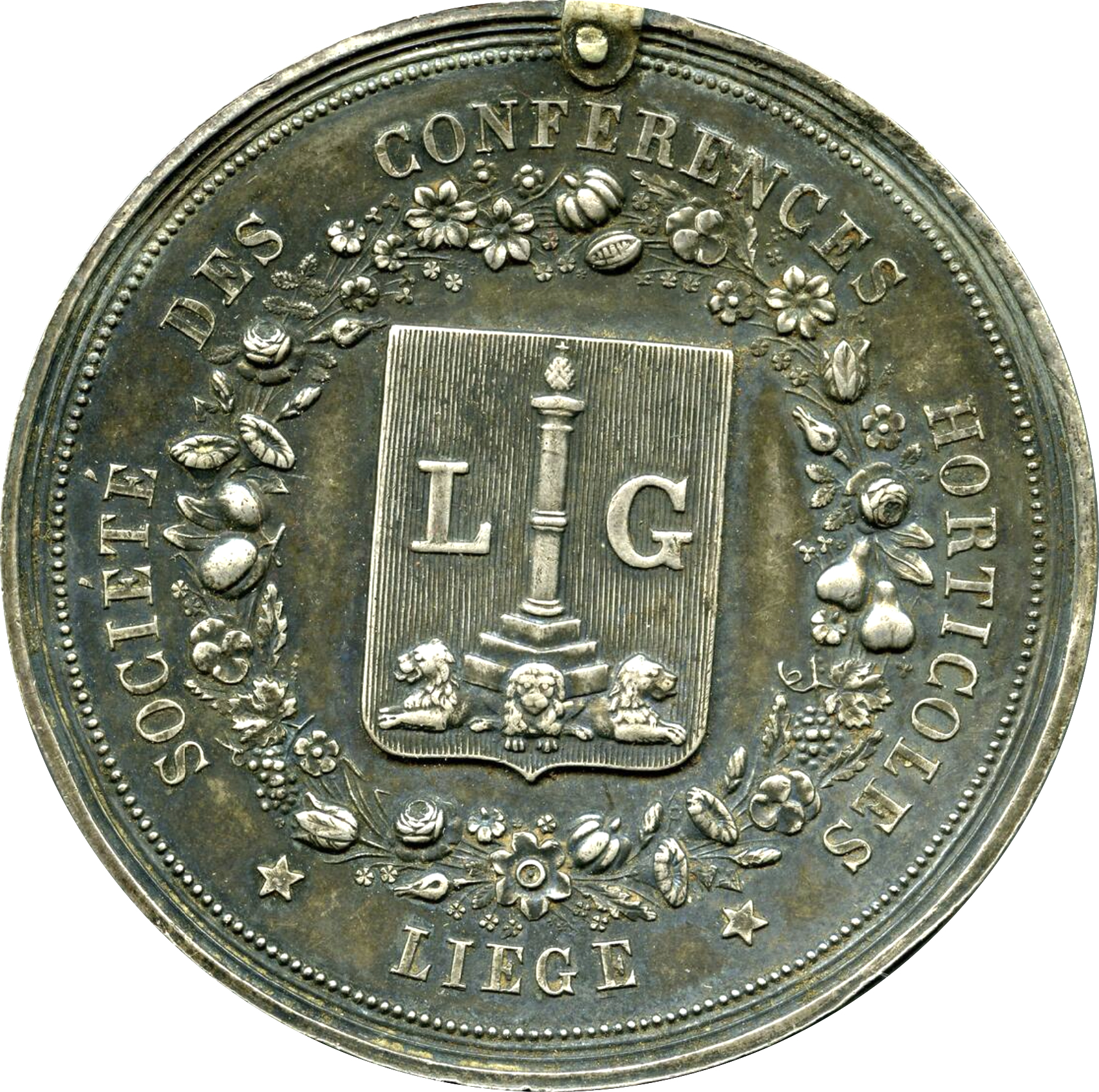
Revers de la médaille de la Société des Conférences horticoles de Liège, à l'effigie du naturaliste suédois Charles Linné, 1844 (diamètre 4,4 cm), Liège, musée de la Vie wallonne.
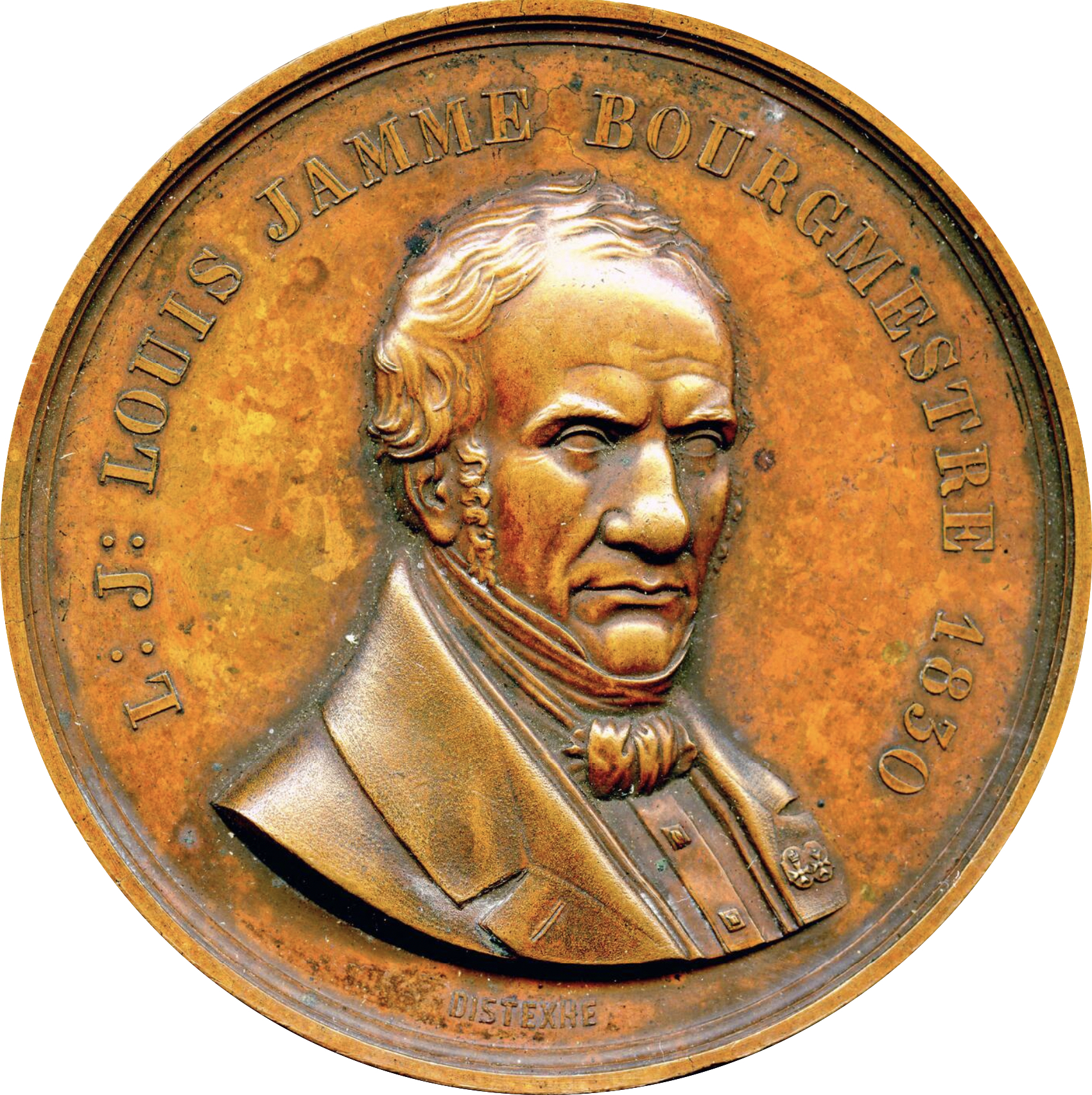
Avers de la médaille à l'effigie de Louis Jamme, bourgmestre de Liège, 1850 (diamètre 5,8 cm), Liège, musée de la Vie wallonne.
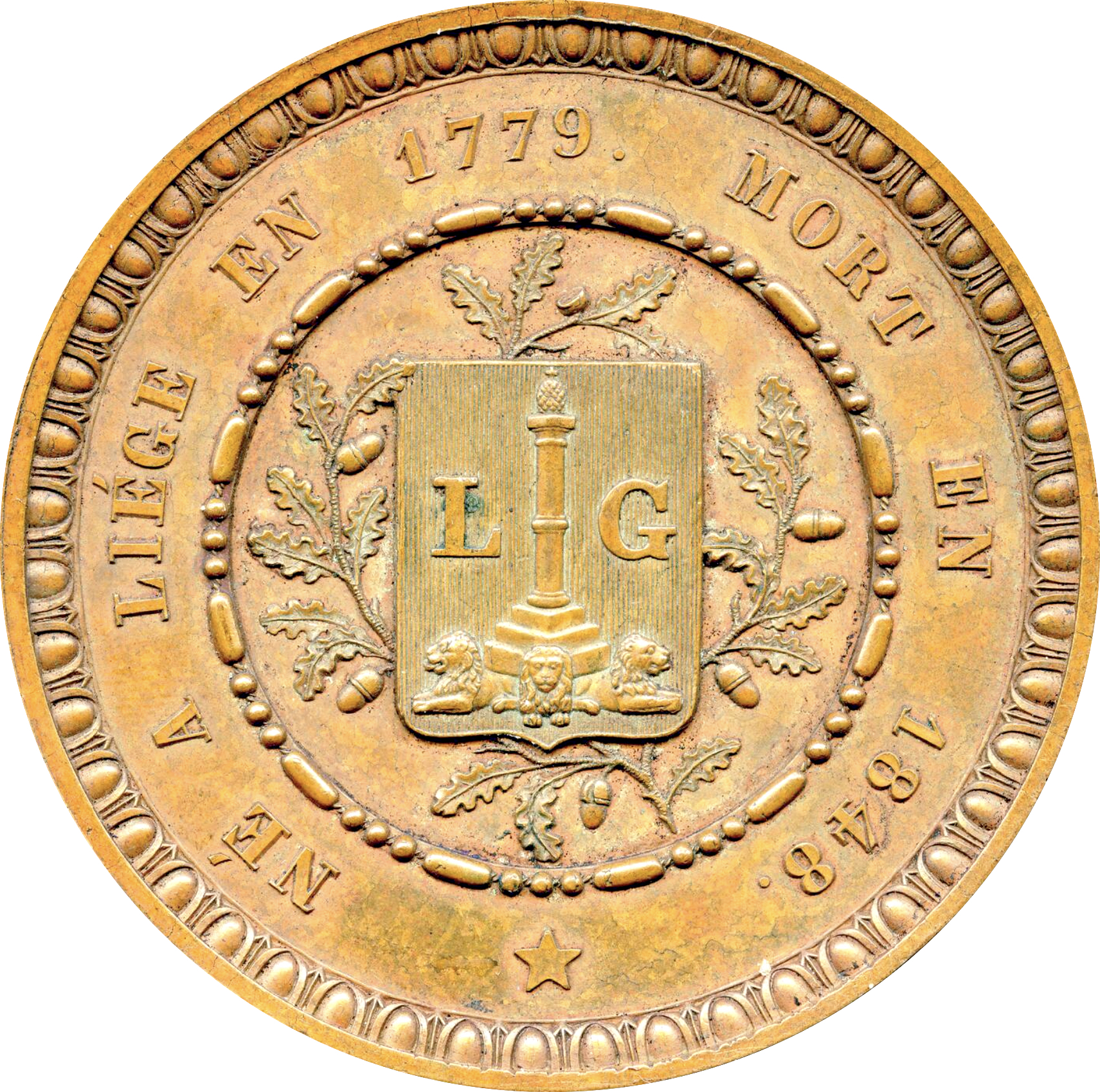
Revers de la médaille à l'effigie de Louis Jamme, bourgmestre de Liège, 1850 (diamètre 5,8 cm), Liège, musée de la Vie wallonne.